# توشییا میورا
توشییا میورا (انگلیسی: Toshiya Miura؛ زادهٔ ۱۶ ژوئیهٔ ۱۹۶۳) بازیکن فوتبال اهل ژاپن است.